# The Shelter
The Shelter è un album in studio del gruppo musicale statunitense Jars of Clay, pubblicato nel 2010.

## Tracce
1. Small Rebellions (featuring Brandon Heath) – 4:48
2. Call My Name (featuring Thad Cockrell, Audrey Assad) – 4:08
3. We Will Follow (featuring Michael Gungor) – 4:09
4. Eyes Wide Open (featuring Mac Powell Derek Webb, Burlap to Cashmere) – 4:28
5. Shelter (featuring Brandon Heath, Audrey Assad, tobyMac) – 4:50
6. Out of My Hands (featuring Leigh Nash, Mike Donehey) – 4:14
7. No Greater Love – 4:07
8. Run In The Night (Psalm 27) (featuring Thad Cockrell) – 5:25
9. Lay It Down (featuring David Crowder, Dawn Michele) – 4:03
10. Love Will Find Us (featuring Sara Groves, Matt Maher) – 5:45
11. Benediction (featuring Amy Grant) – 2:52